# Erina Mano
Erina Mano (真野恵里菜 Mano Erina?, 11 de abril de 1991, Zama, Kanagawa, Japón), es una exsolista de Hello! Project, al que se unió por primera vez en 2006 como miembro de Hello Pro Egg. En 2007, se convirtió en miembro del equipo de fútsal de Hello! Project Gatas Brilhantes HP y su grupo promocional de J-pop Ongaku Gatas. El 29 de marzo de 2008, se graduó de Ongaku Gatas y Hello Pro Egg para convertirse en solista. Ha vendido más de 186 165 copias solo en Japón. El sencillo más vendido de Mano es "Otome no Inori" con 25,228 copias vendidas mientras que su El sencillo menos vendido es "My Days for You" con 12.622 copias vendidas.

## Vida personal
Mano tiene un hermano mayor, que se casó en septiembre de 2015. En septiembre de 2018, Mano reveló que tiene un perro como mascota.
Sponichi Annex informó que Mano había estado saliendo con el centrocampista de fútbol Shibasaki Gaku desde 2016, y se conocieron a través de un conocido mutuo. Se hicieron de larga distancia en enero de 2017, cuando Shibasaki se mudó a España para jugar en el CD Tenerife (luego fichó por el Getafe CF en julio de 2017). Las noticias de su relación comenzaron a surgir cuando Shibasaki regresó a Japón en octubre de 2017 para rehabilitarse de una cirugía del pie y se informó que Mano parecía apoyarle con devoción a su lado. Mano no respondió a las preguntas sobre su relación durante una conferencia de prensa antes de la proyección de Fukumenkei Noise el 25 de noviembre de 2017, y su agencia comentó que se trataba de un asunto privado. El 18 de abril de 2018, se reportó que planeaban casarse en verano. El 11 de julio de 2018, Sponichi Annex informó que después de que Shibasaki regresara con la selección nacional de Japón de la Copa Mundial de la FIFA 2018 en Rusia, él y Mano visitaron a sus padres para saludarlos y se esperaba que registraran matrimonio en Tokio esa semana. Esto se confirmó cinco días después, el 16 de julio, cuando Mano y su agencia anunciaron que ella y Shibasaki habían registrado oficialmente su matrimonio ese mes. A principios de julio. En 2019, Mano y Shibasaki celebraron una ceremonia de boda privada, de la que compartieron fotos en las redes sociales.

## Biografía

### 2006-2008
Mano Erina se unió a Hello! Project como miembro de Hello Pro Egg en 2006 después de pasar la audición UP-FRONT GROUP "Egg" Audition. Hizo su primera aparición en vivo el 2 de enero de 2007 como bailarina de apoyo para Hello! Project 2007 Winter ~Wonderful Hearts Otome Gocoro~.
En 2007, fue una de las seis integrantes de Hello Pro Egg que se agregaron a Ongaku Gatas y se convirtió en jugadora reserva del equipo de fútsal Gatas Brilhantes H.P.
Se graduó de Ongaku Gatas el 2 de marzo de 2008 y Hello Pro Egg el 29 de marzo de 2008 para debutar como solista.
El 29 de junio de 2008 lanzó su debut independiente, "Manopiano". Habiendo recibido lecciones de piano desde el jardín de infantes, el trabajo en solitario de Mano dentro de Hello! Project presenta de manera prominente las partes de piano de sus lanzamientos musicales, proporcionando las partes vocales y de piano de sus canciones mientras se presenta en conciertos y eventos en vivo.
A finales de 2008, Mano lanzó dos sencillos independientes más: "Lucky Aura" el 4 de octubre y "Lalala-Sososo" el 13 de diciembre.

### 2009
Hizo su gran debut bajo el sello hachama con el sencillo "Otome no Inori", lanzado el 18 de marzo.
Mano fue anunciado como uno de los miembros de la nueva versión de Petitmoni llamada Petitmoni V junto con los miembros de ℃-ute Saki Nakajima y Mai Hagiwara.
Del 11 al 19 de noviembre, Mano protagonizó la obra de teatro Koisuru Hello Kitty como el personaje principal de Hello Kitty. Actuó junto al recién formado grupo Hello Pro Egg, S/mileage.

### 2010
Mano, junto con S/mileage y Morning Musume, protagonizó el drama de CS-Fuji TV-TWO Hanbun Esper que comenzó a transmitirse en enero. El papel de Mano es un Esper medio entrenado que dejó una organización secreta de investigación Esper del gobierno conocida como "Kokueken, "" sin poder controlar completamente sus poderes sobrenaturales.

### 2011
A principios de 2011, el programa de radio de Mano MANO-DELI fue reemplazado por RIHO-DELI de Riho Sayashi.
En agosto, Mano participó en el TOKYO IDOL FESTIVAL 2011, con uno de los otros actos como THE Possible. Ella actuó "My Days for You", "Sekai wa Summer Party" y "Genkimono de Ikou!" Con Rie Kaneko, Sayuki Takagi, Nanami Tanabe y Haruka Kudo como bailarinas de respaldo.

### 2012
El 22 de febrero, se lanzó la aplicación oficial de Mano Erina para Android, que incluía enlaces a la cuenta de Twitter de Mano, su blog, fotos, películas y más de forma gratuita.
El 21 de julio, en Hello! Project Tanjou 15 Shuunen Kinen Live 2012 Natsu ~ Ktkr Natsu no FAN Matsuri! ~, Mano anunció que se graduaría de Hello! Project el 23 de febrero de 2013 durante su concierto de primavera.
El 30 de noviembre, se anunció que Mano se uniría al M-line fanclub en marzo de 2013.

### 2013
El 23 de febrero, Mano lanzó el photobook Mano na no, y se graduó de Hello! Project en el Mano Erina Memorial Concert 2013 in Nakano "OTOME LEGEND~For the Best Friends" en Nakano Sun Plaza.
A finales de agosto, se anunció que Mano lanzaría su quinto solo photobook titulado Mano-chan ~ Dear Friends ~ el 27 de septiembre. Fue el primer photobook que lanzó desde su graduación de Hello! Project.

### 2014
Del 19 de enero al 26 de enero, Mano llevó a cabo una dinner show titulada Mano Erina Casual Dinner Show ~Manocasu 2014 Happy New Year!~.
El 31 de enero, se anunció que Mano realizaría sus primeros conciertos desde su graduación de Hello! Project el 8 y 29 de junio, titulado Mano Erina Concert 2014 "again ~Live House de Moetsukiyou!~.
El 23 de mayo, Mano anunció que protagonizaría su primer comercial promocionando las bebidas "Krushers" de KFC (de Japón).
El 27 de agosto, Mano lanzó su sexto solo photobook titulado, ZERO.

### 2015
Mano interpretó a una de las tres actrices principales en la película de terror de acción Real Onigokko (titulada Tag outside of Japan) junto a la modelo Treindl Reina y la exmiembro de AKB48 Mariko Shinoda. Se estrenó en cines el 11 de julio.
El 19 de septiembre, Mano lanzó su séptimo solo photobook, Escalation.

### 2016
El 14 de julio, Mano trasladó su blog oficial a LINE.
El 25 de noviembre, Mano lanzó su octavo photobook, titulado KAGEROH.

### 2017
El 24 de abril, se anunció que Mano protagonizaría el primer comercial de televisión de LIKE, una empresa que brinda cuidado de niños, recursos humanos y cuidado de ancianos.
Mano protagonizó un comercial de televisión para "Kimoto Yamahai Namachozoushu" de Kizakura que comenzaría a transmitirse el 18 de junio.
El 25 de julio, Mano fue elegida para la adaptación cinematográfica de 2018 del manga de terror Funouhan.
El 6 de agosto, casi un año después del escándalo del actor Takahata Yuta, se anunció que la producción de la película Ao no Kaerimichi se reanudaría con Tozuka Junki reemplazándolo como coprotagonista de Mano.

### 2018
El 6 de marzo, Mano lanzó su noveno photobook en solitario, titulado ERINA.
El 30 de mayo, se reveló que Mano interpreta a Inoue Orihime en una película de acción en vivo del popular manga shounen BLEACH que se estrenó en los cines el 20 de julio.

### 2019
El 16 de enero, se anunció que Mano dejaría M-line club después de marzo.
El 18 de marzo, el décimo aniversario de su gran debut, Mano lanzó el ensayo fotográfico Kiseki. Más tarde ese día, realizó el Mano Erina Debut 10 Shuunen Kinen Live ~my precious treasure box~, donde también interpretó "Kakegae no nai Anata e ~my precious treasure box~", su primera canción nueva en 6 años desde que se graduó de Hello! Project, que fue lanzado digitalmente al día siguiente.
Mano protagonizó el video musical de Lily, Sayonara. La canción "Sono Te ni Fureta Ano Hi Kara", que fue lanzada en YouTube el 27 de agosto.

### 2020
El 24 de abril, creó una cuenta de Twitter dedicada a tuitear sobre jugar a Animal Crossing: New Horizons.

## Actividades fuera de Japón
El 1 de julio de 2010, Mano Erina hizo su primera aparición fuera de Japón en Los Ángeles en el Club Nokia para su debut cinematográfico, Kai-Ki: Tales of Horror. Durante el evento se proyectó la película y Mano dio un mini concierto que constaba de dos canciones, una sesión de preguntas y respuestas y una sesión de autógrafos para sus fanes.
En julio de 2011, Mano hizo su segunda aparición fuera de Japón en Corea del Sur. Al igual que su debut en Estados Unidos, Mano asistió al Festival Internacional de Cine Fantástico de Puchon, donde se proyectaría su película Kai-Ki: Tales of Horror. Durante su estadía, Mano fue muy bien recibida e incluso tuvo fanes esperándola en el aeropuerto para recibirla.

## Discografía

### Álbumes

#### De estudio
- FRIENDS
- MORE FRIENDS
- More Friends Over

#### Best Album
- BEST FRIENDS

### Sencillos
- Manopiano
- Lucky Aura
- Lalala-Sososo

Sencillos oficiales
- Otome no Inori
- Hajimete no Keiken
- Sekai wa Summer Party
- Kono Mune no Tokimeki wo
- Love&Peace=Paradise
- Haru no Arashi
- Onegai Dakara...
- Genkimono de Ikou!
- Seishun no Serenade
- My Days for You
- Doki Doki Baby / Tasogare Kousaten
- Song for the DATE
- NEXT MY SELF

#### Digitales
- Kakegae no nai Anata e ~my precious treasure box~